# Bác sĩ thú y (phim)
Bác sĩ thú y (tiếng Anh: Dr. Dolittle) là phim hài gia đình Mỹ 1998 với sự tham gia của Eddie Murphy vai một bác sĩ phát hiện ra bản thân có thể hiểu và nói chuyện với các loài động vật..
Phim nhận được thành công phòng vé 1998 và những phản hồi tích cực từ giới chuyên môn. Tiếp nối sự thành công này nhà sản xuất còn cho ra mắt thêm Bác sĩ thú y 2, Bác sĩ thú y 3, Dr. Dolittle: Tail to the Chief và Dr. Dolittle: Million Dollar Mutts.
Tại Việt Nam, phim từng được TVM Corp. mua bản quyền và phát sóng trên kênh HTV3.

## Phân vai
- Eddie Murphy vai Dr. John Dolittle
- Ossie Davis vai Grandpa Archer Dolittle
- Oliver Platt vai Dr. Mark Weller
- Peter Boyle vai Mr. Calloway
- Richard Schiff vai Dr. Gene "Geno" Reiss
- Kristen Wilson vai Lisa Dolittle
- Jeffrey Tambor vai Dr. Fish
- Kyla Pratt vai Maya Dolittle
- Raven-Symoné vai Charisse Dolittle
- Paul Giamatti vai Blaine Hammersmith
- Pruitt Taylor Vince vai Bệnh nhân tại Hammersmith

### Diễn viên lồng tiếng
| - Royce Applegate 'I love you' Dog - Albert Brooks: Jake the Tiger - Hamilton Camp: Pig - Jim Dean: Orangutan - Ellen DeGeneres: Prologue Dog - Jeff Doucette: Opossum - Brian Doyle-Murray: Old Beagle - Chad Einbidnder: Bettleheim the Cat - Jenna Elfman: Owl - Eddie Frierson: Skunk - Gilbert Gottfried: Compulsive Dog - Archie Hahn: Heavy Woman's Dog | - Phyllis Katz: Goat - Julie Kavner: Female Pigeon - John Leguizamo: Rat #2 - Jonathan Lipnicki: Tiger Cub - Norm Macdonald: Lucky - Kerrigan Mahan: Male Pigeon - Reni Santoni: Rat #1 - Phil Proctor: Drunk Monkey - Paul Reubens: Raccoon - Chris Rock: Rodney the Guinea Pig - Garry Shandling: Male Pigeon - Tom Towles: German Shepherd |